# 諸経費
諸経費（しょけいひ、英：overhead もしくは overhead expense）は、ビジネスを運営するための継続的な費用を指す。原材料や労働力などの運用費用とは異なり、特定のコスト単位で簡単に追跡または特定できない支出でそのため、提供される製品やサービスに諸経費をすぐに関連付けることはできず、したがって、直接利益を得ることはできないが ただし、ビジネスに利益をもたらす活動を実行するための重要なサポートを提供するため、ビジネスオペレーションにとって諸経費は重要であり たとえば、工場の賃料などの諸経費により、労働者は製品を製造し、利益のために販売することができる。 

## 概要
こうした費用は、特定の作業指示ではなく、一般的に出力に対して発生する。たとえば、監視員や病棟スタッフに支払われる賃金、工場の暖房および照明費用など。間接費も、直接的な材料と直接的な労働とともに非常に重要なコスト要素である。 
諸経費は多くの場合、 固定費や間接費などの会計概念に関連している。 
諸経費は直接労務費、直接資材費、および直接費を除くすべての損益計算書の費用で、諸経費には会計費用、 広告 、 保険 、利子、弁護士費用、労働負担、 家賃 、修理、消耗品、税金、電話代、旅費、光熱費が含まれる 。 
諸経費には、基本的に管理諸経費と製造諸経費の2種類がある。 
管理諸経費には、ユーティリティ、戦略的計画、さまざまなサポート機能などの項目が含まれる。これらの費用は組織の特定の機能に直接関連していないし、それが直接利益 を生み出さないという事実のため諸経費として扱われることとなる。代わりにこれらのコストは単純にビジネスの他のすべての機能をサポートする役割を担う 。 
大学で研究の管理諸経費を定期的に請求する米国では平均諸経費率は52％で、これは建物の運営、管理給、および研究に直接関係しないその他の分野に費やされている 。研究者らはこれらに反対しており、たとえば ベンジャミン・ギンズバーグは、管理費の急増と減価償却費の補助に諸経費率が主に使用される方法を示しし、どちらも研究に直接利益をもたらすものではないと指摘している。ただし、彼の著書「The Fall of Faculty 」で大学のポリシーを決定する管理者にとっては有益とみており、『サイエンス』の Joshua Pearceが書いた記事では研究から資金を取り除き、安価なオープンソースハードウェア使用をやめさせることで、オーバーヘッドアカウンティングの実践が科学を傷つけると主張した 彼は ZME Scienceの大学の管理者によるオーバーヘッドキャッシュグラブで毎年何百万人がどのように浪費されているかを示す会計を詳細に調べている 。 

### 例

#### 従業員の給与
これは主に、月次及び年次給与でこれらの費用は会社の売上や利益に関係なく支払わなければならないため、諸経費と見なされまた、給与は労働時間や労働時間の影響を受けないため、賃金とは異なり、一定のままである 。特に、より一般的には長期で雇用契約に署名するため、より多くの上級スタッフへの適用つまり給与は事前決定されているのがより一般的となる 。 

#### オフィス機器および消耗品
これには、プリンター、FAX、コンピューター、冷蔵庫などのオフィス機器が含まれる。これらは、 業務に提供できる機能をサポートするためにのみ使用されるため、売上や利益を直接もたらさない機器であるからである 。ただし、機器は、使用する目的に応じて、管理上の諸経費と製造上の諸経費との間で異なる場合がある。たとえば、印刷会社の場合、プリンターは製造諸経費と見なされる 。 

#### 外部の弁護士費用
これには、会社に代わって外部の法律および監査会社を雇う費用が含まれ、会社が独自の内部弁護士と監査計画を持っている場合、これは適用されないが、 規制と満足のいく職場環境を確保するために必要な年次監査のため、これらのコストはしばしば回避できない。また、これらのコストは必ずしも直接売上に貢献するわけではないため、間接的な諸経費と見なされるのである。ほとんどの場合必要となるが、これらのコストは回避して削減することもできる 。 

#### 社用車
多くの企業は、従業員の特典として社用車の使用を提供しているがこれらの車は売上と利益に直接貢献しないため、諸経費と見なされる。ジムのパートナー契約料など、1回限りまたは一定の支払いである同様の会社の福利特典も、管理上の諸経費に該当する 。 

#### 旅行および娯楽費用
これには、会社が支払う出張や手配で、会社の集会中の軽食、食事、接待費と同様になるこれらのコストが労働者をより生産的かつ効率的にする動機付けになると主張もあるかもしれないが、経済学者の大多数はこれらのコストが売上と利益に直接寄与しないため、管理諸経費として分類されるとみる 。これらのコストは定期的に発生し、時には事前の準備なしで発生する場合があるが、通常は一時的な支払いであり、旅行およびエンターテイメントの予算内に収まると予想される 。 

## 製造諸経費
製造諸経費はすべて製品またはサービスが作成される物理プラットフォーム内にあるビジネスが耐えるコストであるが、製造諸経費と管理諸経費の違いは、製造間接費が販売が行われる工場またはオフィス内で分類されることである 。通常、管理諸経費はある種のバックオフィスまたはサポートオフィス内に分類され、2つの物理的な建物が重なる場合もあるが、それらを分類するのは諸経費においてである 。 

### 例

#### 従業員の給与
一般的な概念は管理諸経費の例と同じであるが、重要な違いは従業員の役割で、製造諸経費の場合従業員には保守要員、製造管理者、資材管理スタッフ、品質管理スタッフなどの役割がありまた、清掃スタッフの設定賃金も含まれる。重要な違いは、それぞれの作業の性質と、作業が実行される物理的な場所にある 。 

#### 資産および設備の減価償却
これは、機器が古くなり陳腐化するにつれて、機器の価値が低下することを意味するがたとえばプリンタの潜在的な耐用年数が5年である場合、販売できる金額は毎年減少する 。したがって、減価償却のこの値は製造間接費として計算されさらに1年目以降は大幅に価値が低下する傾向があるため、これも適用される。製造諸経費を計算するとき、会計士は主に2つの方法：定額法と定率法を使用する 。 

#### 生産施設に対する固定資産税
政府が所有していないすべての財産は何らかの形の財産税の対象となりしたがって、生産工場に対する税金は、回避もキャンセルもできないコストであるため、製造諸経費として分類されさらに固定資産税は事業の利益や売上に関連して変化することはなく、行政による変更がない限り、おそらくは変化はない 。 

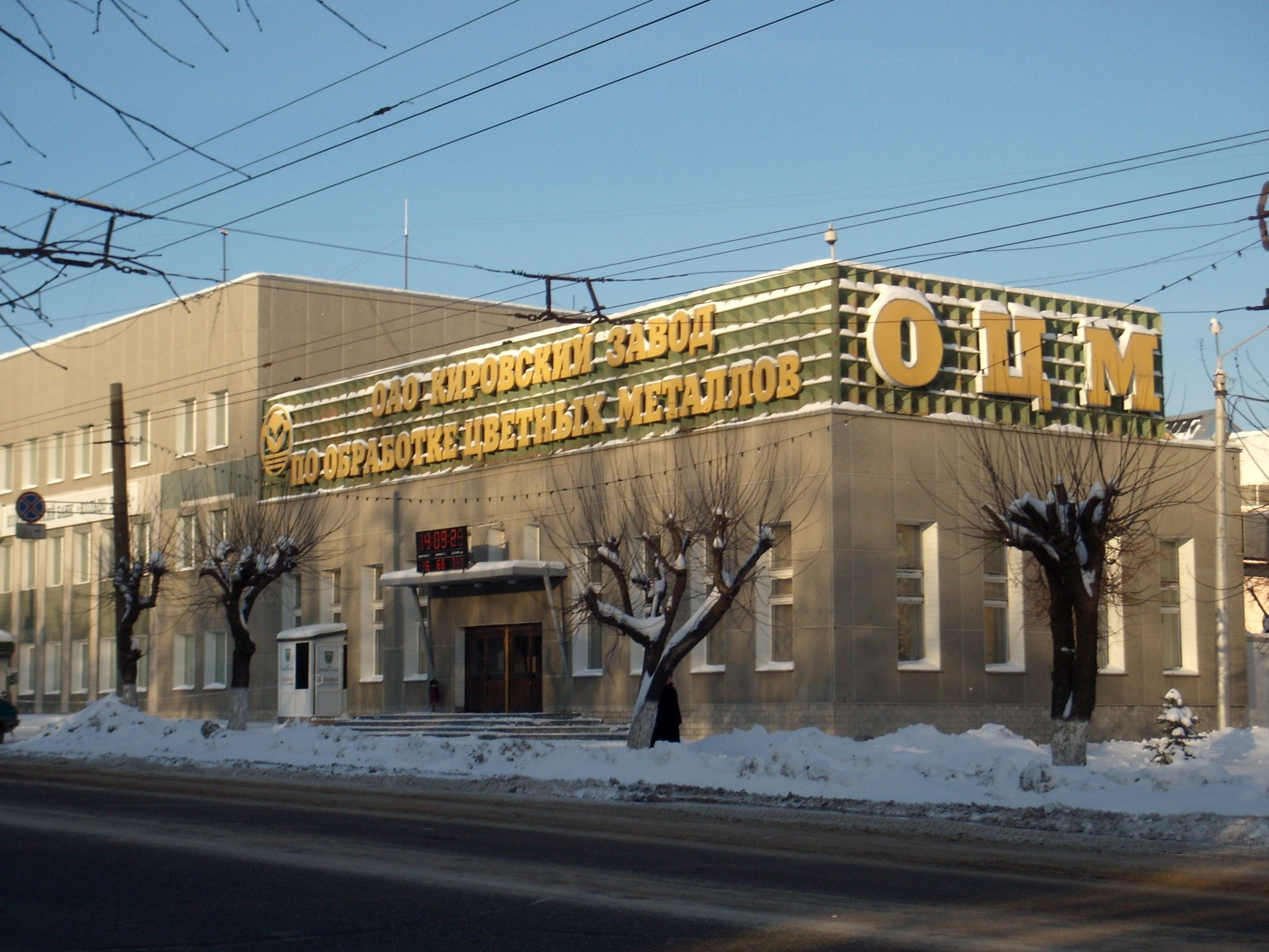
工場建物の家賃は製造諸経費とみなされます

#### 工場建物の賃貸料
企業が土地を購入して独自の工場を建設することを決定しない限り、個人所有の工場を建設するのに必要な資本のために、ある種家賃も対象となる。家賃は事業のパフォーマンスに関係なく、家主に定期的に支払わなければならないものであり、建物の賃貸料も会社が製品やサービスを生産するための物理的なプラットフォームを提供するが、直接的な貢献者ではないからである 。 

#### 工場向けユーティリティ
これは光熱費の構造によって異なり、公共料金は事前に交渉されつまり工場が実際に消費する量に関係なく、毎月の公共料金は同じになる 。標準化された公共料金のオプションが存在するさまざまな国でのみ関連することである。ただし、ほとんどの工場では電力、ガス、および水が大量に消費されるため、ほとんどの企業はより高価になる傾向があるため、標準の公共料金を持たない傾向がある 。標準化された公共料金は、資源の浪費と生産のマイナスの外部性につながるため、政府によって推奨されないのである。 

## 参照資料
1. ↑  “PMO and Project Management Dictionary - PM Hut”. www.pmhut.com. 2015年10月26日閲覧。
2. ↑  “What is overhead? - Questions & Answers - AccountingTools”. www.accountingtools.com. 2015年10月26日閲覧。
3. ↑  “Calculating overhead and price | Missouri Business Development Program”. missouribusiness.net. 2015年10月26日閲覧。
4. ↑  Cook ; Graser, Cynthia ; John (2001). The Effects of Lean Manufacturing. RAND Corporation. pp. 103
5. ↑  “Administrative Costs and Overhead”. The Huffington Post (2009年3月2日). 2015年10月26日閲覧。
6. ↑  Tracy Jan. Research giants win on federal funding: Fend off US bid to cut overhead payments. Boston Globe. March 18, 2013. https://www.bostonglobe.com/news/nation/2013/03/17/harvard-mit-and-other-research-schools-thwart-obama-administration-effort-cap-overhead-payments/Nk5PT0Mc8MQZihFVNs5gNK/story.html
7. ↑  Pearce, Joshua M. (2016). “Undermined by overhead accounting”. Science 352 (6282):  158–159. doi:10.1126/science.352.6282.158-b. PMID 27124445.
8. ↑  How Antiquated Accounting Costs American Science Millions a Year. ZME Science 3.9.2016.
9. ↑  Bell, Spurgeon (1918). “Fixed Costs and Market Price”. The Quarterly Journal of Economics 32 (3):  507–524. doi:10.2307/1883513. JSTOR 1883513.
10. ↑  “Are Wages Paid to Temporary Personnel a Variable Cost?”. Small Business - Chron.com. 2015年10月26日閲覧。
11. ↑  “Fixed Costs: Definition, Formula & Examples - Video & Lesson Transcript | Study.com”. Study.com. 2015年10月26日閲覧。
12. ↑  Dogramaci, Ali (March 1977). “Research on the Size of Administrative Overhead and Productivity: Some Methodological Considerations”. Administrative Science Quarterly 22 (1):  22–26. doi:10.2307/2391742. JSTOR 2391742.
13. ↑  Lewis, Arthur W. (Nov 1946). “Fixed Costs”. Economica 13 (52):  231–258. doi:10.2307/2549364. JSTOR 2549364.
14. ↑  BARRETT JR., JOHN E. (2001). Putting a Price Tag on Perks: Valuing employee benefits. American Bar Association. pp. 26
15. ↑  Marino ; Zábojník, Anthony M. ; Ján (July 2008). “A Rent Extraction View of Employee Discounts and Benefits”. Journal of Labor Economics 26 (3):  485–518. doi:10.1086/587761. JSTOR 10.1086/587761.
16. ↑  Mackiel, John J. (Dec 1996). “The Ultimate Management Perk”. The Clearing House 70 (2):  95–96. doi:10.1080/00098655.1996.9959406. JSTOR 30189250.
17. ↑  Banker ; Potter ; Schroeder, Rajiv ; Gordon ; Roger G. (July 1994). “An empirical analysis of manufacturing overhead cost drivers”. Journal of Accounting and Economics 19:  115–137. doi:10.1016/0165-4101(94)00372-c 2015年11月1日閲覧。.
18. ↑  “Chapter 46 Overhead Variances”. www.unf.edu. 2015年11月1日閲覧。
19. ↑  Johnson, Thomas H. (11 June 2012). “Early Cost Accounting for Internal Management Control”. Business History Review 46 (4):  466–474. doi:10.2307/3113343. JSTOR 3113343 2015年11月1日閲覧。.
20. ↑  Blocher ; Berry, Edward ; William (1998). Cost Management with a Strategic Emphasis. Columbus, Ohio: Ohio State University Press
21. ↑  “Estimating Valuation”. GnuCash. 2015年11月1日閲覧。
22. ↑  “Capitalization Period of Direct and Indirect Costs”. www.irs.gov. 2015年11月1日閲覧。
23. ↑  Jaffe, Lionel F.; Gursky, Herbert; Guze, Samuel B.; Donahoe, John W.; Brown, Kenneth T. (1981-09-11). “Indirect Costs”. Science 213 (4513):  1198–1203. doi:10.1126/science.213.4513.1198-b. JSTOR 1687322.
24. ↑  Zhao, Jinhua; Zilberman, David (2001-11-01). “Fixed Costs, Efficient Resource Management, and Conservation”. American Journal of Agricultural Economics 83 (4):  942–957. doi:10.1111/0002-9092.00221. JSTOR 1244705.
25. ↑  Barzel, Yoram (1962-08-01). “Electric Utilities--Costs and Performance”. Journal of Political Economy 70 (4):  406–407. doi:10.1086/258672. JSTOR 1861741.
26. ↑  Ulrich ; Vasudevan (2006年4月). “How to Estimate Utility Costs”.   University of New Hampshire Press. 2015年11月1日閲覧。
27. ↑  Saez. “Externalities: Problems and Solutions”. 131 Undergraduate Public Economics.   University of California Berkeley Press. 2015年11月1日閲覧。